# Nakahara Chûya
Nakahara Chūya (中原 中也), nascido em 29 de abril de 1907, Yûda-onsen, Yamaguchi, morto em 22 de outubro 1937 (30 anos), Kamakura, Kanagawa, foi um poeta japonês, comumente considerado um dos grandes poetas daquele país, influenciado pelas estéticas dadaísta e simbolista, tradutor de Baudelaire, Verlaine e Rimbaud, entre outros do final do século XIX.
Influenciado a partir de 1923, aos dezesseis anos, por Takahashi Shinkichi, poeta dadaísta, abandona sua poesia Tanka. Segundo seu tradutor Jerome Rothenberg, durante um certo período "foi um inovador maior segundo às linhas originalmente desenvolvidas pelo Dada e outros, primeiras formas da, largamente francesa, poesia experimental europeia" embora a veia dada nunca tenha sido abandonada pelo poeta, usando suas imagens e linguagem brincalhonas e disjuntivas, eventualmente ao longo de sua vida, conforme outros. 
De comportamento associado aos internacionais modos libertários dos anos de 1920, desaparecidos com o posterior nacionalismo japonês, boêmio, apesar de se casar e ter filhos em dado momento da vida, morre prematuramente de meningite cerebral, sendo intitulado por alguns de "o Rimbaud japonês". Como o poeta francês, conseguiu publicar apenas um livro em vida, no ano de 1934, após inúmeras rejeições de editoras. Conseguiu concluir outra coletânea, morrendo antes de ver a sua publicação.